# Muddapura Karenahalli, Ramanagara
Muddapura Karenahalli là một làng thuộc tehsil Ramanagara, huyện Ramanagara, bang Karnataka, Ấn Độ.